# Oncicola martini
Oncicola martini är en hakmaskart som beskrevs av Schmidt 1977. Oncicola martini ingår i släktet Oncicola och familjen Oligacanthorhynchidae. Inga underarter finns listade i Catalogue of Life.